# Ippolito Nievo

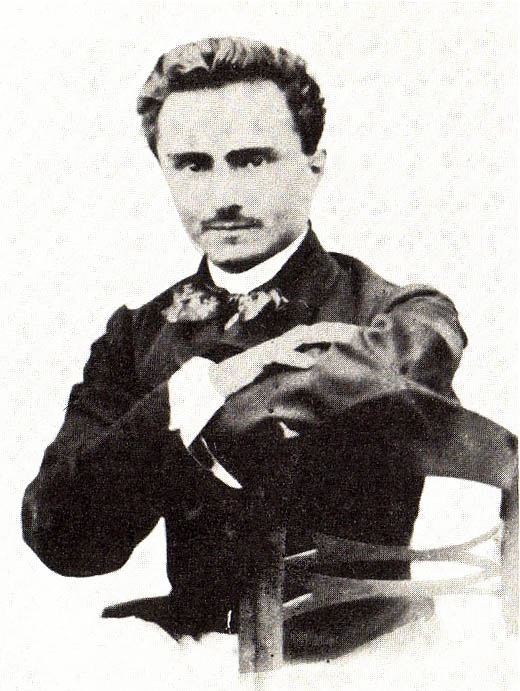
Ippolito Nievo.

Ippolito Nievo, född den 30 november 1831 i Padua, död den 4 januari 1861, var en italiensk författare.
Nievo deltog 1849 i en sammansvärjning i Mantua och nödgades fly och under en längre tid hålla sig dold. Härunder skrev han dramerna Galileo och Spartaco. Mest känd är Nievo för sina romaner, som Angelo di Bontà (1856) och Il conte pecoraio (1857) samt den berömda Le confessioni di un ottuagenario (författad 1858, tryckt 1867). Innehållet i den sistnämnda är en fortlöpande skildring av Italiens öden 1775-1858. Nievo åtföljde Garibaldi på dennes expedition till Sicilien, men omkom på återvägen genom ångaren "Ercoles" skeppsbrott. Nievos lyriska dikter Poesie scelte utgavs 1883.